# Topalu
Topalu község Constanța megyében, Dobrudzsában, Romániában. A hozzá tartozó település Capidava.

## Fekvése
A település az ország délkeleti részén található, Konstancától nyolcvan kilométerre északnyugatra, a legközelebbi várostól, Hârşovától huszonhét kilométerre délre. A község a Duna egyik ágának, az Öreg-Duna (más nevén Ostrovi-ág) partján fekszik, mely elválasztja az ország legnagyobb szigetétől, Ialomiţa-lápjától.

## Története
Régi török neve Topal, jelentése sánta. A községhez tartozó Capidava falu területén találhatóak Calidava vagy Calidaua néven említett római erőd és település romjai. Az erőd Axiopolis-t (a mai Cernavodăt) és Carsium-ot (a mai Hârșovát) összekötő út mentén épült.

## Lakossága
A nemzetiségi megoszlás a következő:
| 2002      | 2002 | 2002   |
| --------- | ---- | ------ |
| Románok   | 1943 | 99,58% |
| Lipovánok | 6    | 0,30%  |
| Tatárok   | 1    | 0,05%  |
| Görögök   | 1    | 0,05%  |
| Összesen  | 1951 | 100,0% |